# Anubis leptissimus
Anubis leptissimus är en skalbaggsart som beskrevs av J. Linsley Gressitt och Yves Rondon 1970. Anubis leptissimus ingår i släktet Anubis och familjen långhorningar.
Artens utbredningsområde är Laos. Inga underarter finns listade i Catalogue of Life.